# Jón Kaldal
Jón Jónsson Kaldal, född 24 augusti 1896 i Stóradal på Island, död 30 oktober 1981 i Höfuðborgarsvæðið i Reykjavík på Island.
Jon Kaldal var pionjär inom fotografin på Island och blev en av de mest kända porträttfotograferna. Han studerade fotografi i Köpenhamn 1918-1925 och återvände sedan till Island, där han fick hjälp att hitta en lämplig ateljé i Laugavegur. Han var verksam som fotograf i 49 år, 1925-1974 och använde hela tiden glasnegativ. Han tog närmare 100 000 bilder. Hans arkiv brann 1963 och många negativ skadades.
Hans bilder är tidstypiska. Han arbetade mycket medvetet med bildkomposition, med  linjer och former, med skuggor och ljus.
Under studietiden i Köpenhamn var Jón Kaldal medlem i AIK 95 i Köpenhamn. Han deltog för Danmark på sommar OS i Antwerpen 1920. Han tävlade i 5000 meter löpning och i terränglöpning - individuellt och i lag. Resultaten blev inte de förväntade. Kanske för att han förberedde sig genom att tillbringa 3 dagar på Amsterdams konstmuseer.
Han vann danska mästerskapet på 5000 meter löpning 1920 och 1922.